# Ramiro Musotto
Pour les articles homonymes, voir Musotto.
Ramiro Musotto, né le 31 octobre 1963 à Bahía Blanca (Argentine), mort le 11 septembre 2009 à Salvador de Bahía (Brésil), est un percussionniste argentin exerçant au Brésil.
Sa musique se caractérise par une alliance de musiques traditionnelles et de musique électronique.

## Discographie
- Sudaka (2003)
- Civilizacao & Barbarye (2007)